# Zasavje, Brežice
Zasavje je bila vas, ki se je nahajala na nekdanjem rečnem otoku reke Save v neposredni bližini Brežic. Sava je vse do regulacije, ko je bila reka speljana v enotno strugo, od Krškega naprej tekla v mnogih okljukastih rokavih, s čimer je tvorila številne rečne otoke. Reka je hkrati predstavljala večstoletno mejo med deželama Štajersko na severu in Kranjsko na jugu (do leta 1918). Vas Zasavje je, čeprav se je nahajala južno od glavnega rečnega rokava, spadala pod Štajersko. Zaradi svoje lege je bila pogosto žrtev poplav, podobno kot je še danes primer otoškega mesta Kostanjevica na Krki.

## Zgodovina
Začetki vasi segajo v pozni srednji vek. V vasi se je nahajala cerkev sv. Nikolaja, ki je bila podružnica Župnije Brežice. Patrocinij sv. Nikolaja je bil za vaščane posebej primeren, saj velja svetnik za zavetnika mornarjev, brodarjev, splavarjev in ribičev.
Vas je bila popolnoma uničena ob povodnji 25. januarja 1781, ko je Sava spremenila svojo strugo in odnesla 14 hiš in cerkev. Ta povodenj je zelo prizadela tudi brežiško rečno pristanišče in Brežice same, saj je narasla reka močno spodjedla zahodni mestni breg in odnesla del pokopališča ter se močno približala stari župnijski cerkvi sv. Lovrenca, ki so se jo meščani tedaj dokončno odločili opustiti. Hkrati so opustili še ogroženo podružnično cerkev sv. Florjana in tudi zasavsko cerkev sv. Nikolaja, njuna oltarja pa so razposvetili. Kipa sv. Nikolaja in Florjana iz omenjenih cerkva so v procesiji odnesli v mestno podružnično cerkev sv. Roka, ki je prevzela vlogo začasne župnijske cerkve. Že naslednje leto 1782 so meščani začeli graditi novo cerkev sv. Lovrenca – nekoliko južneje in na nasprotni strani ulice. Stara župnijska cerkev in Florjanova cerkev sta bili nato porušeni. V spomin na Nikolajevo in Florjanovo cerkev so v novi župnijski cerkvi dva oltarja v stranskima kapelama posvetili tema dvema svetnikoma. Danes na njunih mestih stojita spovednici, nad njima pa visita baročni sliki sv. Nikolaja v desni kapeli in sv. Florjana v levi kapeli.
Kljub katastrofalni povodnji vas ni bila opuščena, saj se je večina prebivalcev odločila ostati v vasi. Še približno tri naslednja leta, do 1784, je bila vas vodena v matičnih knjigah Župnije Brežice (tedaj v Nadškofiji Gorica), od tega leta naprej pa je bila vodena v maticah Župnije Cerklje ob Krki na kranjski strani (pravtako v Nadškofiji Gorica). Postopno opuščanje naselja se je vseeno izkazalo za neizogibno in tako se je v naslednjih 100 letih večina prebivalcev preselila, najpogosteje v sosednjo Krško vas na Kranjskem. Število hišnih gospodarjev se je skozi leta gibalo sledeče:
- 1759–1766: 20 gospodarjev (Urbar Gospostva Brežice)
- 1835–1844: 12 gospodarjev (Status animarum 1835–1844 Župnije Cerklje ob Krki)
- 1858–1868: 6 gospodarjev (Status animarum 1858–1868 Župnije Cerklje ob Krki)
- okoli 1885: 6 gospodarjev (Status animarum okoli 1885 Župnije Cerklje ob Krki)[3]

Delno poselitev naselja je moč slediti vse 20. stoletje.

## Arheološko najdišče
Lokacija nekdanje vasi Zasavje se danes nahaja na severnem območju Krške vasi, natančneje med avtocesto Ljubljana–Obrežje in reko Savo. Najdišče, ki se razteza na najnižji, gramozni holocenski terasi reke Save, sta leta 1998 arheološko pregledala Ildikó Pintér in Bojan Djurić, pri čemer sta raziskala približno 100 m2 velik prostor. Odkritih je bilo 28 kosov večjih fragmentov srednjeveške in novoveške keramike, en kos pečnice, šest kosov gradbenega materiala in razorani arhitekturni ostanki (apnenčasti bloki).